# Астропектенові
Астропектенові (Astropectinidae) — родина морських зірок ряду Paxillosida. Зазвичай ці морські зірки живуть на морському дні та занурюються в м'який осад, такий як пісок і мул.
Їх не слід плутати з видами з роду Archaster, які мають схожу форму та життєві звички, але належать до родини Archasteridae (ряд Valvatida).

## Опис
Пристосовані до життя на піску та мулі, астропектенові мають правильну, сплощену форму. П'ять рук мають форму рівнобедрених трикутників, але загальна форма також може наближатися до п'ятикутника у дуже короткоруких видів, таких як рід Trophodiscus. По краях є два ряди добре розвинутих крайових пластинок, часто вкритих рухомими вапняними шипами, які дозволяють швидко пересуватися по субстрату. Шкірні зябра (папули) з верхнього боку захищені зонтикоподібними пластинками (paxillae). Оскільки немає можливості прикріплення до тонкого субстрату, амбулакральні ніжки з подвійними ампулами звужуються до вістря і не мають присмоктувальних дисків. У всіх видів шлунок закінчується сліпо і не може бути вивернутий. Наскільки відомо, ці морські зірки є хижаками, заковтують здобич цілком і перетравлюють її в шлунку. Неперетравлені залишки, такі як мушлі мідій і раковини морських їжаків, викидаються через ротовий отвір.

## Роди
1. Astromesites Fisher, 1913
2. Astropecten Gray, 1840
3. Astropectinides Verrill, 1914
4. Bathybiaster Danielssen & Koren, 1883
5. Blakiaster Perrier, 1881
6. Bollonaster McKnight, 1977
7. Bunodaster Verrill, 1909
8. Craspidaster Sladen, 1889
9. Ctenophoraster Fisher, 1906
10. Ctenopleura Fisher, 1913
11. Dipsacaster Alcock, 1893
12. Dytaster Sladen, 1889
13. Koremaster Fisher, 1913
14. Leptychaster E.A. Smith, 1876
15. Lonchotaster Sladen, 1889
16. Macroptychaster H.E.S. Clark, 1963
17. Mimastrella Fisher, 1916
18. Patagiaster Fisher, 1906
19. Persephonaster Wood-Mason & Alcock, 1891
20. Pentasteria Valette, 1929
21. Plutonaster Sladen, 1889
22. Proserpinaster Fell, 1963
23. Psilaster Sladen, 1885
24. Tethyaster Sladen, 1889
25. Thrissacanthias Fisher, 1910
26. Tritonaster Fisher, 1906
27. Trophodiscus Fisher, 1917